# Komárov (ort i Tjeckien, Olomouc)
Komárov är en ort i Tjeckien.   Den ligger i regionen Olomouc, i den östra delen av landet, 210 km öster om huvudstaden Prag. Komárov ligger 259 meter över havet och antalet invånare är 150.
Terrängen runt Komárov är platt västerut, men österut är den kuperad. Runt Komárov är det ganska tätbefolkat, med 144 invånare per kvadratkilometer. Närmaste större samhälle är Olomouc, 18,7 km söder om Komárov. Trakten runt Komárov består till största delen av jordbruksmark.